# Antoine De Prekel
Antoine De Prekel est un acteur français né le 11 avril 2000.

## Filmographie

### Cinéma
- 2004 : Une aventure de Xavier Giannoli : Martin
- 2007 : Écoute le temps d'Alanté Kavaïté : le fils de M. et Mme Grosjean
- 2006 : Quand j'étais chanteur de Xavier Giannoli : Martin
- 2012 : La Marque des anges adaptation de Miserere de Jean-Christophe Grangé réalisé par  Sylvain White : rôle de Jolan (sortie en salle en 2013)
- 2016 : La Dream Team de Thomas Sorriaux : enfant relou

### Télévision
- 2005 : Le Cri d'Hervé Baslé : Jeannot
- 2005 : Engrenages de Pascal Chaumeil et Philippe Triboit, 8 épisodes diffusés par Canal+ : Rémi
- 2006 : La Volière aux enfants d'Olivier Guignard : Eugène
- 2007 : Mystère de Didier Albert, épisodes 1 à 12 diffusés par TF1 : Lucas de Lestrade
- 2008 : La Reine et le Cardinal de Marc Rivière : Louis XIV à six ans
- 2009 : Ligne de feu de Marc Angelo : Sacha
- 2009 : Joséphine, ange gardien, « Le frère que je n'ai pas eu » - Réal. Pascal Heylbroeck : Thomas
- 2011 : Mardi en famille (saison 1) - Réal. Julien Rizzo : Lucas
- 2012 : Mardi en famille (saison 2) - Réal. Julien Rizzo : Lucas
- 2013 : 14 - Des armes et des mots - (14 Tagebücher des Ersten Weltkriegs) - Réal. Jan Peter : Yves Congar
- 2013 : Boulevard du Palais, épis. 48 - Réal. Bruno Garcia : Oscar

## Théâtre
- 2010 : Kramer contre Kramer au théâtre des Bouffes-Parisiens : mise en scène de Didier Caron et Stéphane Boutet, rôle de Billy
- 2010 : La Femme du boulanger au théâtre de Rueil-Malmaison : 3 représentations et captation en direct sur France 2, mise en scène de Alain Sachs, rôle : un enfant